# Transformation de Mellin
Pour les articles homonymes, voir Mellin.
En mathématiques, la transformation de Mellin est une transformation intégrale qui peut être considérée comme la version multiplicative (en) de la transformation de Laplace bilatérale. Cette transformation intégrale est fortement reliée à la théorie des séries de Dirichlet, et est souvent utilisée en théorie des nombres et dans la théorie des développements asymptotiques ; elle est également fortement reliée à la transformation de Laplace, à la transformation de Fourier, à la théorie de la fonction gamma et aux fonctions spéciales.
La transformation de Mellin a été nommée ainsi en l'honneur du mathématicien finlandais Hjalmar Mellin.

## Définition
La transformée de Mellin d'une fonction f définie et continue par morceaux sur {\displaystyle \left]0,+\infty \right[} est la fonction notée {\displaystyle {\mathcal {M}}_{f}} ou {\displaystyle {\mathcal {M}}\left\{f(x)\right\}} et définie par l'intégrale généralisée :
Une condition suffisante d'existence de la transformée est donnée par le résultat suivant :
Théorème — On suppose que :
- f est continue sur {\displaystyle \left]0,+\infty \right[} ;
- pour un nombre réel {\displaystyle \alpha ,\qquad f(x)=O(x^{-\alpha })} quand {\displaystyle x\to 0} ;
- {\displaystyle \forall \beta \in \mathbb {R} _{+}\,f(x)=O(x^{-\beta })} quand {\displaystyle x\to +\infty } (f  tend vers 0 plus vite que toute puissance (négative) de x quand {\displaystyle x\to +\infty }).

Alors l'intégrale généralisée {\displaystyle \int _{0}^{\infty }x^{s-1}f(x)\,\mathrm {d} x} converge absolument pour Re (s) > α et définit une fonction holomorphe sur le demi-plan Re (s) > α.
Plus généralement, si
- f est continue sur {\displaystyle \left]0,+\infty \right[} ;
- pour des nombres réels α < β,
  - {\displaystyle f(x)=O(x^{-\alpha })} quand {\displaystyle x\to 0} et
  - {\displaystyle f(x)=O(x^{-\beta })} quand {\displaystyle x\to +\infty },

alors l'intégrale généralisée {\displaystyle \int _{0}^{\infty }x^{s-1}f(x)\,\mathrm {d} x} converge absolument pour α < Re (s) < β  et définit une fonction holomorphe sur la bande α < Re (s) < β.

## Exemples
- La transformée de Mellin d'une distribution de Dirac {\displaystyle \delta (x-a)}, avec a > 0, est une fonction exponentielle {\displaystyle s\mapsto a^{s-1}}.
- La transformée de Mellin de la fonction {\displaystyle f\,:\,x\mapsto \mathrm {H} (a-x)}, avec a > 0, est la fonction {\displaystyle s\mapsto {\frac {a^{s}}{s}}}  sur le demi-plan Re (s) > 0
(où H est la fonction de Heaviside, H(u) = 1 si u > 0 et H(u) = 0 si u < 0).
- La transformée de Mellin de la fonction {\displaystyle x\mapsto \mathrm {e} ^{-ax}}, avec a > 0, est la fonction {\displaystyle s\mapsto {\frac {\Gamma (s)}{a^{s}}}} sur le demi-plan Re (s) > 0
({\displaystyle \Gamma } est la fonction gamma d'Euler).
- La transformée de Mellin de la fonction {\displaystyle x\mapsto \mathrm {e} ^{-x^{2}}} est la fonction {\displaystyle s\mapsto {\frac {\Gamma (s/2)}{2}}} sur le demi-plan Re (s) > 0.
- La transformée de Mellin de la fonction {\displaystyle \sin } est la fonction {\displaystyle s\mapsto {\Gamma (s)}\sin \left({\frac {\pi s}{2}}\right)} sur la bande –1 < Re (s) < 1
(l'intégrale généralisée est semi-convergente si Re (s) ≥ 0).
- La transformée de Mellin de la fonction {\displaystyle \cos } est la fonction {\displaystyle s\mapsto {\Gamma (s)}\cos \left({\frac {\pi s}{2}}\right)} sur la bande 0 < Re (s) < 1
(l'intégrale généralisée est semi-convergente).
- La transformée de Mellin de la fonction {\displaystyle x\mapsto {\frac {1}{1+x}}} est la fonction {\displaystyle s\mapsto {\frac {\pi }{\sin(\pi s)}}} sur la bande 0 < Re (s) < 1[2].
- Plus généralement, la transformée de Mellin de la fonction {\displaystyle x\mapsto {\frac {1}{(1+x)^{a}}}} est la fonction {\displaystyle s\mapsto \mathrm {B} (s,a-s)} sur la bande 0 < Re (s) < Re (a)
({\displaystyle \mathrm {B} (x,y)={\frac {\Gamma (x)\,\Gamma (y)}{\Gamma (x+y)}}} est la fonction bêta).
- La transformée de Mellin de la fonction {\displaystyle x\mapsto {\frac {1}{1+x^{2}}}} est la fonction {\displaystyle s\mapsto {\frac {\pi /2}{\sin(\pi s/2)}}} sur la bande 0 < Re (s) < 2[3].
- La transformée de Mellin de la fonction {\displaystyle x\mapsto \ln(1+x)} est la fonction {\displaystyle s\mapsto {\frac {\pi }{s\sin(\pi s)}}} sur la bande –1 < Re (s) < 0[2].
- La transformée de Mellin de la fonction {\displaystyle x\mapsto {\frac {1}{\mathrm {e} ^{x}-1}}} est la fonction {\displaystyle s\mapsto \Gamma (s)\zeta (s)} sur le demi-plan Re (s) > 1
({\displaystyle \zeta } est la fonction zêta de Riemann).

## Transformation de Mellin inverse
La transformation inverse est
La notation suppose que c'est une intégrale curviligne s'appliquant sur une droite verticale dans le plan complexe.
Théorème — On suppose que :
- f est continue sur {\displaystyle \left]0,+\infty \right[} ;
- pour un nombre réel {\displaystyle \alpha ,\qquad f(x)=O(x^{-\alpha })} quand {\displaystyle x\to 0} ;
- {\displaystyle \forall \beta \in \mathbb {R} _{+}\,f(x)=O(x^{-\beta })} quand {\displaystyle x\to +\infty } (f  tend vers 0 plus vite que toute puissance (négative) de x quand {\displaystyle x\to +\infty }).

On a la formule d'inversion de Mellin valide pour tout {\displaystyle c>\alpha } et tout x > 0 :

## Relations avec les autres transformations

### Avec la transformation de Laplace bilatérale
La transformation bilatérale de Laplace ({\displaystyle {\mathcal {B}}\{f\}(s)=\int _{-\infty }^{+\infty }\mathrm {e} ^{-st}f(t)\,\mathrm {d} t}) peut être définie en termes de transformation de Mellin par
{\displaystyle {\mathcal {B}}\left\{f\right\}(s)={\mathcal {M}}\left\{f(-\ln x)\right\}(s)}.
Inversement, on peut obtenir la transformation de Mellin à partir de la transformation de Laplace bilatérale par
{\displaystyle {\mathcal {M}}_{f}(s)={\mathcal {B}}\left\{f(\mathrm {e} ^{-x})\right\}(s)}.
La transformation de Mellin peut être vue comme une intégration utilisant un noyau xs qui respecte la mesure de Haar multiplicative, 
{\displaystyle {\frac {\mathrm {d} x}{x}}}, qui est invariante sous la dilatation {\displaystyle x\mapsto ax}, c'est-à-dire {\displaystyle {\frac {\mathrm {d} (ax)}{ax}}={\frac {\mathrm {d} x}{x}}}.
La transformation de Laplace bilatérale intègre en respectant la mesure de Haar additive {\displaystyle \mathrm {d} x}, qui est invariante par translation, c'est-à-dire {\displaystyle \mathrm {d} (x+a)=\mathrm {d} x}.

### Avec la transformation de Fourier
On peut aussi définir la transformation de Fourier en termes de transformation de Mellin et vice-versa ; si nous définissons la transformation de Fourier comme ci-dessus, alors
{\displaystyle {\mathcal {F}}f(s)={\mathcal {B}}f(\mathrm {i} s)={\mathcal {M}}\left\{f(-\ln x)\right\}(\mathrm {i} s)}.
On peut aussi inverser le processus et obtenir
{\displaystyle {\mathcal {M}}_{f}(s)={\mathcal {B}}\left\{f(\mathrm {e} ^{-x})\right\}(s)={\mathcal {F}}\left\{f(\mathrm {e} ^{-x})\right\}(-\mathrm {i} s)}.
La transformation de Mellin est aussi reliée aux séries de Newton ou aux transformations binomiales avec la fonction génératrice de la loi de Poisson, au moyen du cycle de Poisson-Mellin-Newton.

## Intégrale de Cahen-Mellin
Pour {\displaystyle c>0}, {\displaystyle \Re (y)>0} et {\displaystyle y^{-s}} sur la branche principale, on a
{\displaystyle \mathrm {e} ^{-y}={\frac {1}{2\pi \mathrm {i} }}\int _{c-\mathrm {i} \infty }^{c+\mathrm {i} \infty }\Gamma (s)y^{-s}\;\mathrm {d} s}.
Cette intégrale est connue sous le nom d'intégrale de Cahen-Mellin.

## Applications
- La formule de Perron décrit la transformation de Mellin inverse appliquée aux séries de Dirichlet.
- La transformation de Mellin est utilisée dans certaines preuves de la fonction de compte des nombres premiers et apparaît dans les discussions de la fonction zêta de Riemann.
- La transformation de Mellin inverse apparaît communément dans la moyenne de Riesz.
- On utilise souvent les transformées de Mellin pour le calcul analytique de toute une variété de sommes de réseaux, qui s'expriment sous forme de diverses fonctions spéciales comme les fonctions thêta de Jacobi ou la fonction zêta de Riemann[5].